# Scarlino
Scarlino est une commune italienne de la province de Grosseto, dans la région Toscane.

## Administration
| Période                                  | Période | Identité | Étiquette | Qualité |
| ---------------------------------------- | ------- | -------- | --------- | ------- |
|                                          |         |          |           |         |
| Les données manquantes sont à compléter. |         |          |           |         |

### Hameaux
Pian d'Alma, Puntone di Scarlino, Scarlino Scalo.

### Communes limitrophes
Castiglione della Pescaia, Follonica, Gavorrano, Massa Marittima

## Monuments et lieux d'intérêt
- La forteresse aldobrandesque construites au Xe siècle.
- Les murailles de Scarlino, construites au XIe siècle juste en aval de la forteresse des Aldobrandeschi. Elles comportent encore deux portes de ville visibles : Porta Pisana et Porta Senese.
- La tour Civette, tour de guet datant de la Principauté de Piombino construite au XVIe siècle.
- Le Site archéologique étrusque de Poggio Tondo, près de Pian d'Alma, montrant une nécropole avec quatre tombes à tumulus, datable du milieu du VIIe au milieu du VIe siècle av. J.-C., ainsi qu'un bâtiment isolé à identifier comme ferme, en usage jusqu'à la fin du VIe siècle av. J.-C.
- Parc technologique et archéologique des collines métallifères de Grosseto créée en 2002.

## Musées
- Le Centre de documentation du territoire Riccardo Francovich (ouvert en 1994)
- Le Centre de documentation du territoire pour les Étrusques (ouvert en 2009)
- Le Musée archéologique de Portus Scabris, ouvert en 2010 à Puntone di Scarlino.

## Zone protégée
- La réserve naturelle de Scarlino, une zone naturelle protégée créée en 1977, occupe une superficie d'environ 50 hectares sur la crête de Poggio Spedaletto, qui surplombe le golfe de Follonica.
- Marais et Côtes de Scarlino, une zone naturelle protégée créée en 1976 et un site d'intérêt communautaire dans la province de Grosseto, occupe une vaste superficie de 752 hectares et comprend en son sein une partie de la Bandite di Scarlino, un grand zone boisée côtière qui se jette également dans les municipalités de Gavorrano et Castiglione della Pescaia, et les criques surplombant la mer Tyrrhénienne : la baie de Portiglioni, Cala di Terra Rossa, Cala Le Donne, Cala Martina, Cala Violina et Cala Civette.
- Bandite di Scarlino zone naturelle protégée, site d'intérêt régional.